# 金国藩
金国藩（1929年1月8日—），男，汉族，浙江绍兴人，生于辽宁沈阳，中国光学仪器专家，中国工程院院士。

## 生平
1950年，于北京大学机械系毕业，留校任教。1952年，院系调整后进入清华大学机械系。1983年，晋升为教授。
1994年，当选中国工程院院士。
2002年，当选世界光学学会副主席。